# Ôliu (màu)
 #808000 
Màu ôliu (olive) là màu xanh lá cây ánh vàng xỉn, sẫm thông thường nhìn thấy trên lá cây ôliu. Nó có thể tạo thành bằng cách bổ sung một chút màu đen vào thuốc nhuộm hay sơn màu vàng.
Các biến thể của màu ôliu, chẳng hạn như màu ôliu xám, được sử dụng thường xuyên để ngụy trang, hay cho quân đội nói chung.
Đôi khi có những người được gọi là có "nước da màu ôliu", để chỉ tới nước da có màu nâu trung bình với sắc thái vàng và lục nhạt.
Tương tự như màu xanh lá cây là caca d'oie. ("phân ngỗng").

## Tọa độ màu
```
Số Hex
 = #808000

RGB
 (r, g, b) = (128, 128, 0)

CMYK
 (c, m, y, k) = (0, 0, 100, 50)

HSV
 (h, s, v) = (60, 100, 50)
```